# جون كيلي (لاعب كرة قدم أمريكية أمريكي)
جون كيلي (بالإنجليزية: John Kelly)‏ هو لاعب كرة قدم أمريكية أمريكي، ولد في 31 مارس 1944 في فورت لودرديل في الولايات المتحدة.

## وصلات خارجية
- جون كيلي على موقع مرجع كرة القدم المحترفة.كوم (الإنجليزية)